# Plinthocoelium cobaltinum
Plinthocoelium cobaltinum là một loài bọ cánh cứng trong họ Cerambycidae.